# Артур Маріано
Артур Маріано (порт. Arthur Nory Oyakawa Mariano, нар. 18 вересня 1993, Кампінас, Бразилія) — бразильський гімнаст, бронзовий призер Олімпійських ігор 2016 року у вільних вправах, чемпіон світу.

## Виступи на Олімпіадах
| Олімпіада | Дисципліна         | Місце |
| --------- | ------------------ | ----- |
| Ріо 2016  | командна першість  | 6     |
| Ріо 2016  | абсолютна першість | 17    |
| Ріо 2016  | вільні вправи      | 3     |